# ولاستیمیل پترژلا
ولاستیمیل پترژلا (چکی: Vlastimil Petržela؛ زادهٔ ۲۰ ژوئیهٔ ۱۹۵۳) بازیکن سابق و مربی فوتبال اهل جمهوری چک است.
از باشگاه‌هایی که در آن بازی کرده‌است می‌توان به باشگاه فوتبال اسلاویا پراگ، باشگاه فوتبال زبرویوفکا برنو، و باشگاه فوتبال سیگما اولوموتس اشاره کرد.
وی همچنین در تیم ملی فوتبال چکسلواکی بازی کرده‌است.